# ذا ميس أدفنتشر أوف تران بون (لعبة فيديو)
ذا ميس أدفنتشر أوف تران بون (بالإنجليزية: The Misadventures of Tron Bonne)‏ ، هي لعبة فيديو من نوع مغامرات، أنتجتها شركة كابكوم سنة 1999 ، وتعمل لنظام بلاي ستيشن وتلعب للفرد الواحد، وتقوم بطلة اللعبة تران للقضاء على الأليين الأشرار .

## وصلات خارجية
- ذا ميس أدفنتشر أوف تران بون على موقع IMDb (الإنجليزية)

- Tron ni Kobun official website (باليابانية)